# Romer (Familienname)
Romer ist ein Familienname. Zu Herkunft und Bedeutung siehe Römer.

## Namensträger
- Alfred Romer (1894–1973), US-amerikanischer Paläontologe
- Anselm Romer (1885–1951), deutscher römisch-katholischer Geistlicher, Benediktinermönch, Missionar und Märtyrer
- Carl Romer (1872–1949), deutscher Gärtner
- Christina Romer (* 1958), US-amerikanische Ökonomin und Hochschullehrerin
- Dan Romer (* 1980), US-amerikanischer Komponist, Musikproduzent und Songwriter
- David Romer (* 1958), US-amerikanischer Ökonom und Hochschullehrer
- David Romer (Skilangläufer) (* 1978), Schweizer Skilangläufer
- Eugeniusz Romer (1871–1954), polnischer Kartograf
- Flóris Rómer (Franz Rammer, Floris Römer; 1815–1889), ungarischer Archäologe, Kunsthistoriker, Geistlicher und Hochschullehrer
- Franz Romer (Kapitän) (1899–1928), deutscher Hochseekapitän
- Franz Romer (1942–2024), deutscher Politiker
- Georg Romer (* 1963), deutscher Kinder- und Jugendpsychiater
- Hans-Achim Romer (* 1939), deutscher Flottillenadmiral
- Isabella Frances Romer (1798–1852), englische Schriftstellerin
- John Romer (* 1941), britischer Ägyptologe und Archäologe
- John Dudley Romer (1920–1982), britischer Herpetologe
- Karl Josef Romer (* 1932), schweizerischer Geistlicher, emeritierter Kurienbischof
- Karl Otto Romer (1826–1906), deutscher Apotheker, Förderer des Malers Hans Thoma
- Knud Romer (* 1960), dänischer Schriftsteller
- Mark Romer, Baron Romer (1866–1944), britischer Jurist
- Paul Romer (* 1955), US-amerikanischer Wirtschaftswissenschaftler
- Roy Romer (* 1928), US-amerikanischer Politiker
- Stefan Rómer von Kis-Enyitzke (1788–1842), Chemiker und Unternehmer